# Pseudotrapelus sinaitus
Pseudotrapelus sinaitus (også kaldet Sinai-agame) er en øgle (agame), der er forekommende i ørkenområder i det sydøstlige Libyen, det østlige Egypten, Israel, Jordan, Syrien, Saudi Arabien, de Forenede Arabiske Emirater, Oman, det østlige Sudan, Ethiopien, Eritrea og Djibouti.
Øglen kan blive op til 25 cm lang, hvoraf halen udgør op til 2/3 af længden. Lemmerne og halen er lange og tynde, hvilet giver fine egenskaber for løb og klatren. I modsætning til andre agamer er den tredje (den mellemste) tå længere end den fjerde. 
Pseudotrapelus sinaitus er aktive i dagtimerne og lever af insekter og andre leddyr og planter. I parringssæsonen bliver får hannerne en kraftig blå farve for at kunne tiltrække hunnerne. Hunnerne udvikler rød-brune pletter.

## Eksterne links
- Wikimedia Commons har flere filer relateret til Pseudotrapelus sinaitus

| Biologi | Spire Denne artikel om biologi er en spire som bør udbygges. Du er velkommen til at hjælpe Wikipedia ved at udvide den. |